# Tinganes

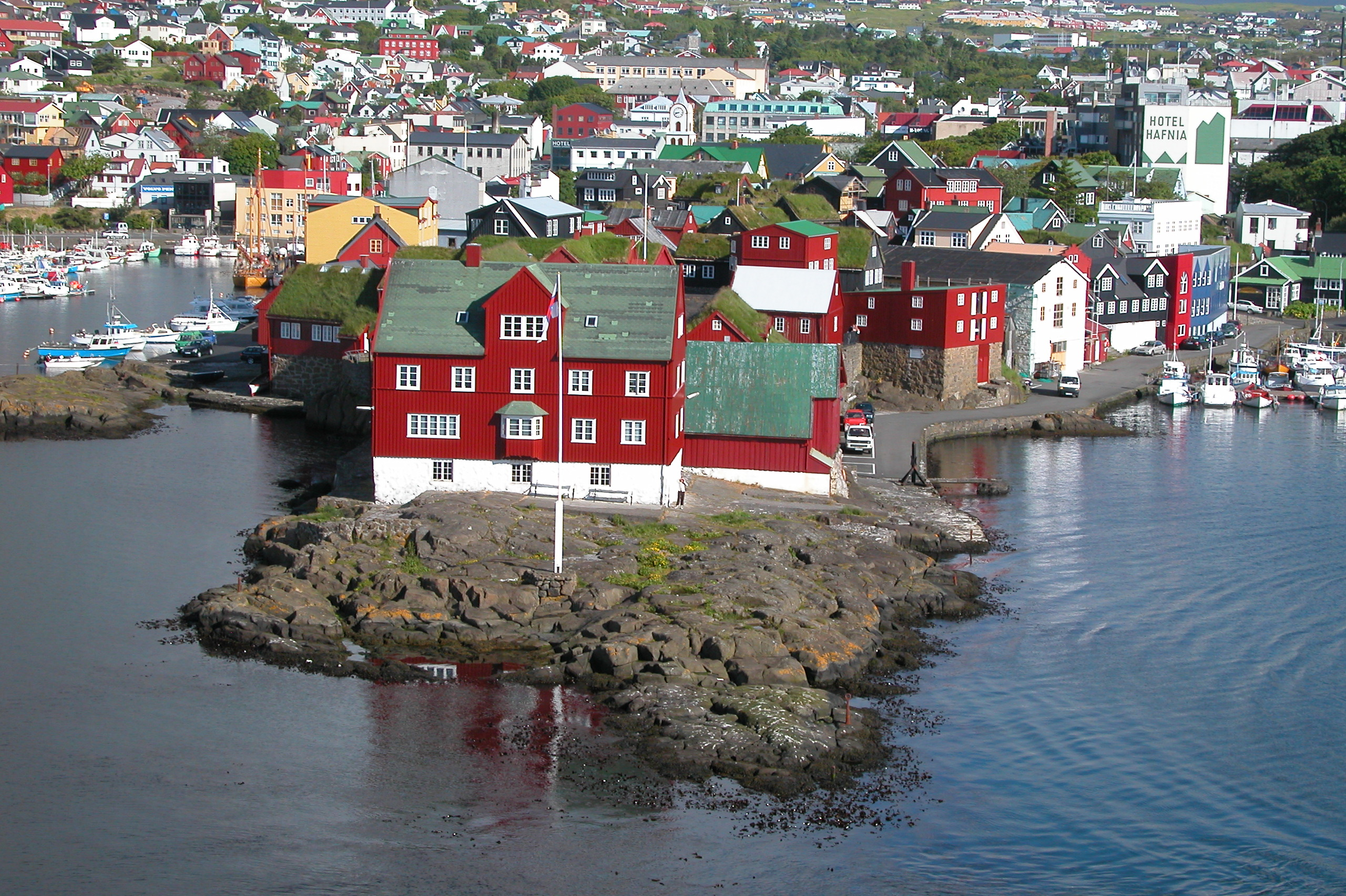
Le siège du gouvernement à Tinganes.

Tinganes est un promontoire rocheux situé sur l’estran de Tórshavn, capitale des îles Féroé, baigné par la baie de Vestaravag. Siège du Løgting, le parlement local, l'une des plus vieilles assemblées législatives au monde, durant mille ans, la péninsule n'abrite désormais plus que le siège du gouvernement de l'archipel, depuis que l'assemblée a été déplacée dans la vieille ville en 1856.
Tinganes abrite des habitations parmi les plus anciennes de Tórshavn ; certaines d'entre elles datent du XIVe siècle, d'autres des XVIIe et XVIIIe siècles. 
Sur les rochers du promontoire on trouve également de nombreuses inscriptions que certains pensent être liées aux activités du Løgting lorsque siégeait à cet endroit.